# Europarlamentari dell'Ungheria della X legislatura
Gli europarlamentari dell'Ungheria della X legislatura, eletti in occasione delle elezioni europee del 2024, sono i seguenti.

## Composizione storica
| Europarlamentare     | Lista                                                  | Gruppo | Gruppo                                                 |
| -------------------- | ------------------------------------------------------ | ------ | ------------------------------------------------------ |
| Tamás Deutsch        | Fidesz - KDNP (Fidesz)                                 |        | Patrioti per l'Europa                                  |
| Viktória Ferenc      | Fidesz - KDNP (Fidesz)                                 |        | Patrioti per l'Europa                                  |
| Kinga Gál            | Fidesz - KDNP (Fidesz)                                 |        | Patrioti per l'Europa                                  |
| Bálazs Győrffy       | Fidesz - KDNP (Fidesz)                                 |        | Patrioti per l'Europa                                  |
| Enikő Győri          | Fidesz - KDNP (Fidesz)                                 |        | Patrioti per l'Europa                                  |
| András Gyürk         | Fidesz - KDNP (Fidesz)                                 |        | Patrioti per l'Europa                                  |
| András László        | Fidesz - KDNP (Fidesz)                                 |        | Patrioti per l'Europa                                  |
| Ernő Schaller-Baross | Fidesz - KDNP (Fidesz)                                 |        | Patrioti per l'Europa                                  |
| Pál Szekeres         | Fidesz - KDNP (Fidesz)                                 |        | Patrioti per l'Europa                                  |
| Annamária Vicsek     | Fidesz - KDNP (Fidesz)                                 |        | Patrioti per l'Europa                                  |
| György Hölvényi      | Fidesz - KDNP (Partito Popolare Cristiano Democratico) |        | Patrioti per l'Europa                                  |
| Dóra Dávid           | Partito del Rispetto e della Libertà                   |        | Gruppo del Partito Popolare Europeo                    |
| Gabriella Gerzsenyi  | Partito del Rispetto e della Libertà                   |        | Gruppo del Partito Popolare Europeo                    |
| Kinga Kollár         | Partito del Rispetto e della Libertà                   |        | Gruppo del Partito Popolare Europeo                    |
| András Kulja         | Partito del Rispetto e della Libertà                   |        | Gruppo del Partito Popolare Europeo                    |
| Eszter Lakos         | Partito del Rispetto e della Libertà                   |        | Gruppo del Partito Popolare Europeo                    |
| Péter Magyar         | Partito del Rispetto e della Libertà                   |        | Gruppo del Partito Popolare Europeo                    |
| Zoltán Tarr          | Partito del Rispetto e della Libertà                   |        | Gruppo del Partito Popolare Europeo                    |
| Klára Dobrev         | DK - MSZP - P (Coalizione Democratica)                 |        | Alleanza Progressista dei Socialisti e dei Democratici |
| Csaba Molnár         | DK - MSZP - P (Coalizione Democratica)                 |        | Alleanza Progressista dei Socialisti e dei Democratici |
| László Toroczkai     | Mi Hazánk Mozgalom                                     |        | Europa delle Nazioni Sovrane                           |

## Tabelle di sintesi

### Gruppi politici
| Gruppo parlamentare | Inizio |
| ------------------- | ------ |
| PfE                 | 11     |
| PPE                 | 7      |
| S&D                 | 2      |
| ESN                 | 1      |
| RE                  | -      |
| GUE/NGL             | -      |
| Verdi/ALE           | -      |
| ECR                 | -      |
| NI                  | -      |
| Totale              | 21     |

### Fonti
1. ↑  (HU) Nemzeti Választási Iroda - Európai parlamenti képviselők választása, su vtr.valasztas.hu. URL consultato il 15 luglio 2024.